# Inger Christensen

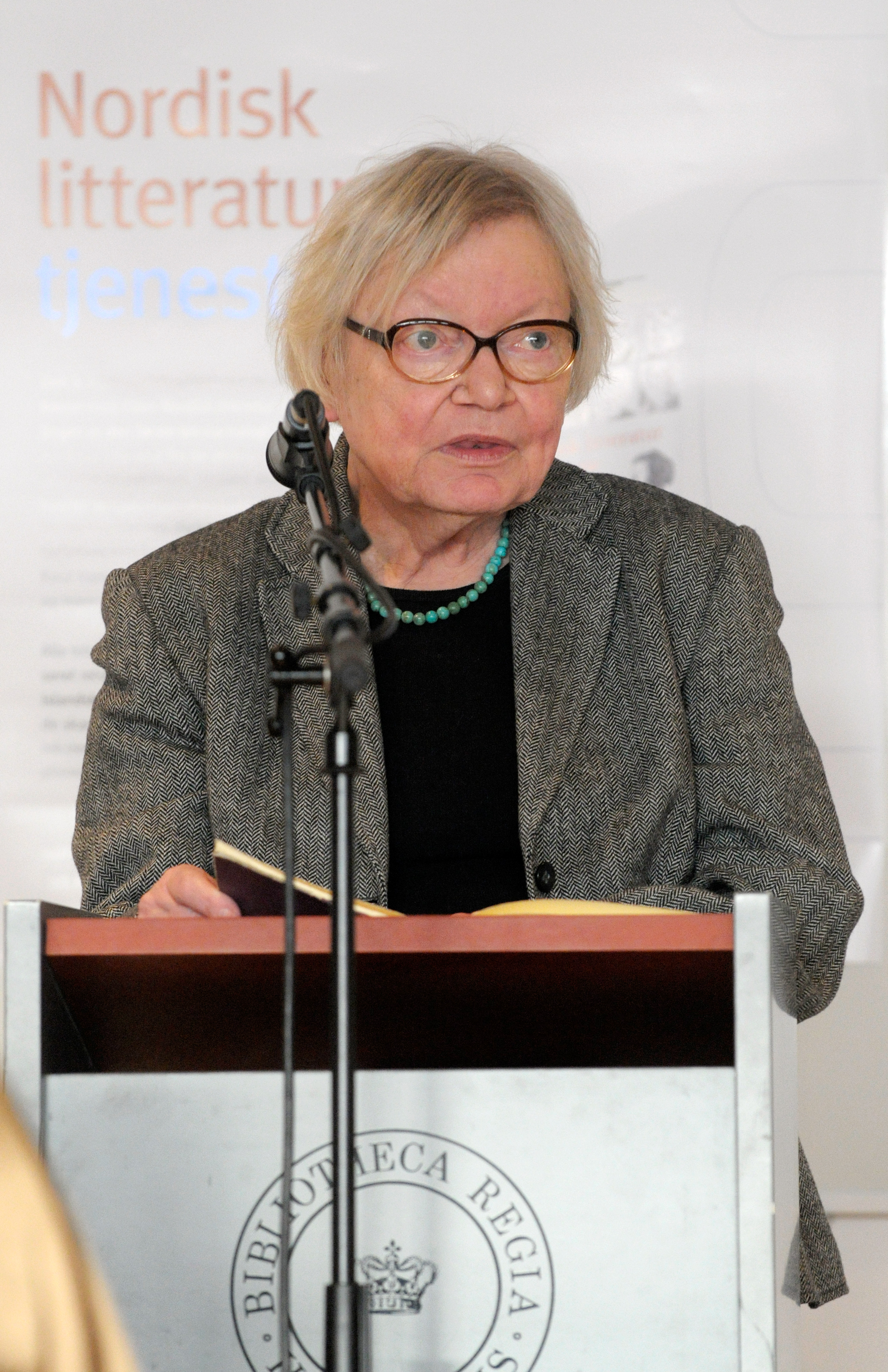
Inger Christensen in 2008

Inger Christensen (Vejle, 16 januari 1935 – onbekend, 2 januari 2009) was een Deense dichteres, schrijfster en essayiste.
Inger Christensen werd geboren in de stad Vejle aan de oostkust van Jutland. Ze wordt als een van de meest vooraanstaande poëtische experimentalisten van haar generatie gezien. Nadat ze afstudeerde aan het Vejle Gymnasium verhuisde ze naar Kopenhagen en later naar Aarhus, om daar aan de Lerarenopleiding te gaan studeren. Ze ontving haar diploma in 1958. In dezelfde periode begon Christensen gedichten te publiceren in de krant Hvedekorn. Ze werd begeleid door de gerespecteerde Deense dichter en criticus Poul Borum (1934-1995), met wie ze trouwde in 1959 en van wie ze scheidde in 1976.
Van 1963 tot 1964 gaf ze les aan de Kunstacademie in Holbæk, waarna ze fulltime ging schrijven. Haar belangrijkste werk uit de jaren 60 was het werk det (It), dat sociale, politieke en esthetische aspecten verkende, maar tegelijkertijd grote filosofische kwesties van zingeving lanceerde.
Veel van Christensens werk is georganiseerd in systematische structuren, in overeenstemming met haar geloof dat poëzie niet de waarheid is, en evenmin een "droom" van de waarheid, "een spel, misschien een tragisch spel - een spel dat we spelen met een wereld die zijn eigen spelletjes met ons speelt."

## Alfabet
In haar meesterwerk uit 1981, alfabet gebruikt de auteur het alfabet (van a [“abrikozen”] tot n [“nachten”]) met de wiskundige rij van Fibonacci waarin het volgende getal de som is van de twee vorige (0, 1, 1, 2, 3, 5, 8, 13, 21, 34…). Zoals Christensen het toelichtte: “De numerieke ratio bestaat in de natuur: de wijze waarop een prei zichzelf rond het binnenste wikkelt en de kop van een sneeuwbloem zijn op deze serie gebaseerd.”

## Vlindervallei
Een ander meesterwerk is inmiddels Vlindervallei, een Requiem (Sommerfugledalen, Et Requiem). Het is een sonnetcyclus. Aan een sonnetreeks worden stringente eisen gesteld. Er zijn 14 sonnetten in de reeks; elk sonnet in de reeks begint met de laatste zin van het vorige sonnet en eindigt met de eerste zin van het volgend sonnet; een sonnet bestaat dan weer uit 14 regels (2x4 en 2 x3). Gezien haar eerdere gedichten houdt Christensen wel van die regels. Het gedicht wordt dan afgerond door middel van een 15e sonnet, dit sonnet bevat alleen maar de beginregels van de andere sonnetten.

De reeks behandelt een aantal vlinders die aangetroffen zijn in de Brajcino Vallei te Macedonië. De eerste zeven sonnetten behandelen het vrolijke van de vlinders (kleuren, fladderen en dansen); de laatste zeven gaan meer in op de kwetsbaarheid en sterfelijkheid van de vlinders. De reeks was klaar in 1991 en won snel aan populariteit. Men vindt het gedicht een van de belangrijkste gedichten uit de Deense poëziegeschiedenis.

Deze populariteit heeft ervoor gezorgd dat al twee componisten een toonzetting hebben gecomponeerd voor deze reeks: Vlindervallei van Svend Nielsen en een versie van Niels Rosing-Schow. Bij de cd-opnamen van de versie van Svend Nielsen zijn de teksten mee afgedrukt en vertalingen naar het Duits en Frans. Na de muzikale opnamen leest de auteur de reeks zelf voor. Daarbij blijkt dat het Deens bijzonder geschikt is voor het omschrijven van vlinders; de klanken 'dansen'.
Christensen heeft ook werk geschreven voor kinderen, toneel, radiowerken en talloze essays.
In 1978 werd ze aangesteld bij de Deense Academie en in 1994 werd ze lid van de Académie Européenne de Poésie. Ze won de Austrian State Prize for European Literature in 1994 de Nordic Prize in hetzelfde jaar, de European Poetry Prize in 1995, de America Award in 2001, en ontving allerlei andere onderscheidingen. Haar werk is in verschillende talen vertaald, en ze is regelmatig genoemd als kandidaat voor de Nobelprijs voor de Literatuur.